# Luigi Mozzani

Mozzani in New York, 1896 (2. v. r.)

Luigi Mozzani (* 9. März 1869 in Faenza; † 12. August 1943 in Rovereto) war ein italienischer Gitarrist, Lautenist, Komponist und Gitarrenbauer.

## Leben
Mozzani entstammt einer armen Familie aus Ancona. Seine Eltern arbeiteten als Schuster und Weber. Von einem Nachbarn erhielt er Unterricht auf der Trompete. Später spielte er Klarinette im örtlichen Orchester. Aus Interesse wechselte er zur Gitarre. Bis 1891 studierte er aber aus finanziellen Gründen Oboe am Konservatorium in Bologna. Er spielte in den folgenden Jahren in Afrika, Asien und Europa. Von 1894 bis 1896 war er Oboist der New Yorker Philharmoniker unter Arturo Toscanini. 1896 veröffentlichte er die „Mozzani Methode“, zusammengefasst in Studies for guitar. Zur Jahrhundertwende lebte er in Paris, wo er Bekanntschaft mit Miguel Llobet (sein Lehrer), Alfred Cottin und Lucien Gélas machte. Dort gelangen ihm erste Kompositionen (1906 erhielt er einen Kompositionspreis) und die Hinwendung zum Gitarrenbau begann. Wieder in Italien entstanden mehrere Modelle von Gitarren, die entgegen traditioneller Bauweise eine zweigeteilte Stegeinlage aufweisen. Zugleich konzertierte er in Frankreich, Deutschland, Österreich und Großbritannien. Längere Aufenthalte hatte er in München (Nächtigung bei Fritz Buek) und in Wien, wo er in Kontakt mit der Gitarrenharfe kam, woraufhin er auch entsprechende Instrumente (auch als Lyragitarre bzw. Halblyragitarre), wie sie von den Gitarristen Reginald Smith Brindle und Blas Sanchez gespielt werden, baute. In Cento fertigte er Reisegitarren und gründete die „Italienische Lautenschule Luigi Mozzani“, die dann nach Bologna verlagert und 1934 durch die italienischen Faschisten geschlossen wurde. 1942 wiedereröffnete er sie in Rovereto. Sie wurde nach seinem Tod bis 1947 von seiner Witwe weitergeführt. Zu seinen Schülern gehörten Jakob Ortner und Romolo Ferrari.

## Ton-Aufnahmen
Luigi Mozzani hat 1939 drei Schallplatten (78rpm) beim Label La Voce del Padrone eingespielt mit folgenden Werken
- Dolore von Mozzani (La Voce del Padrone; GW 1753 A)
- Carmela, Melodia Sorrentina von De Curtis - Mozzani (La Voce del Padrone; GW 1753 B)
- Danza Spagnola n. 5 von Granados (La Voce del Padrone; GW 1754 A)
- Granada von Albeniz (La Voce del Padrone; GW 1754 B)
- Andante von Haydn - Tarrega (La Voce del Padrone; GW 1773 A)
- Tema e variazioni von Mozart - Sor (La Voce del Padrone; GW 1773 B)
- Sogno von Schumann - Mozzani (La Voce del Padrone; GW 1774 A)
- La Molinara von Paisiello - Mozzani (La Voce del Padrone; GW 1774B)